# Cesar Džunnin
Cesar Džunnin (淳仁天皇 Džunnin-tenno, 733 – 10. november 765) je 47. japonski cesar v skladu s tradicionalnim dednim nasledstvom. Bil je sedmi sin princa Tonerija in vnuk cesarja Tenmuja. Vladal je med leti 758 in 764.

## Tradicionalna zgodba
Pred vzponom na prestol je bilo njegovo osebno ime (imina) Oj-šinno (Oj-no-o). Bil je sedmi sin princa Tonerija, sina cesarja Tenmuja. Čeprav je njegov oče umrl, ko je bil star tri leta, ni dobil nobenega ranga ali pisarne na dvoru. V starejših japonskih dokumentih ga imenujejo Hajtej (廃帝), neustoličeni cesar. Posmrtno ime mu je dal več kot tisoč let kasneje cesar Meidži.

### Vzpon na prestol in vladavina
Leta 757 ga je cesarica Koken imenovala za kronskega princa namesto princa Funada, ki ga je na ta položaj v oporoki postavil cesar Šomu. V desetem letu cesaričine vladavine (称徳天皇十年) je 7. decembra 758 (Tenpjo-šoho 2. leto, 1. dan od 8. meseca) cesarica abdicirala in dedovanje (senso) prenesla na svojega posvojenega sina. Kmalu zatem je kot cesar Džunnin zasedel prestol (sokuj). Leta 760 (Tenpjo-hodži 4. leto) so izdali v obtok dodatne kovance—bakrene kovance z napisom Mannen Ten-ho, srebrnike z besedami Tejhej Genho in zlate kovance z besedami Kajki Šoho.
Cesar Džunnin je vladal med leti 758 in 765, kar se ujema z eno ero nengo (Tenpjo-hodži). Imel je zelo malo moči in je bil verjetno zgolj marioneta. Leta 764, šest let po tem, ko je sestopila s prestola, si je bivša cesarica Koken ponovno prisvojila prestol med uporom Fudživara no Nakamara, zaradi česar je bil cesar prisiljen odstopiti.

### Smrt in mavzolej
10. novembra 765 (Tenpjo-džingo, 23. dan 10. meseca) je bivši cesar umrl v izgonu. Dejanski kraj njegovega groba je znan. Tradicionalno ga častijo v spominskem šintoističnem svetišču (misasagi) pri Avadžiju. Cesarska hiša je posvetila to lokacijo kot njen mavzolej. Uradno se imenuje Avadži no misasagi.
Čeprav je bil Džunnin cesar, ga starejši uradni seznami japonskih cesarjev niso vključevali vse do konca 19. stoletja. Leta 1870 mu je cesar Meidži priznal posmrtno ime in naziv, po katerih je znan. Njegovo mesto v tradicionalnem dednem nasledstvu japonskega prestola so razglasili skupaj z mesti cesarja Kobuna in Čukja.

## Kugjo
Kugjo (公卿) je skupni izraz za peščico najbolj močnih moških, delujočih na dvoru japonskega cesarja v času pred obdobjem Meidži. Večino časa so to elitno skupino sestavljali samo trije ali štirje možje naenkrat. Njihovo družinsko ozadje in izkušnje so jih pripeljale do vrha družbe. V času vladavine cesarja Džunnina so vrh organa Daidžo-kan sestavljaliː
- Taiši (Dajdžo-dajdžin): Fudživara Ošikacu, znan tudi kot Emi no Ošikacu (恵美押勝) (prej Fudživara no Nakamaro) (藤原仲麻呂).
- Taiho (Udajdžin): Fudživara Ošikacu.
- Sadaidžin: Fudživara no Tojonari (藤原豊成).
- Udaidžin: Fudživara no Tojonari (藤原豊成).
- Naidajdžin (ni bil imenovan)
- Dainagon

## Družice in otroci
- Avata no Morone (粟田諸姉), vdova Fudživara no Majorija, prvega sina Fudživara no Nakamara
- Neznana ženska
- Princesa Jamao (山於女王), sajo v svetišču Ise, 758–765